# …niczym jak liśćmi
…niczym jak liśćmi – drugi album krakowskiego artysty muzyki alternatywnej, Patricka The Pan. Został wydany 4 maja 2015 przez Kayax.

## Lista utworów[5]
1. Zdejmij. Wyłącz. Zobacz.
2. Space, 1961
3. #idiots
4. Pikselove
5. Dare
6. Niedopowieści (feat. Dawid Podsiadło)
7. The Ballad of an Elephant
8. 52
9. Lewiwa
10. Lunatique
11. I Know How Am I Going to End

## Nagrody i wyróżnienia
- „Najlepsze polskie płyty 2015 roku” według muzycznego portalu BrandNewAnthem.pl: miejsce 1[6]